# Vissum
Vissum ist eine Ortschaft und ein Ortsteil der Stadt Arendsee (Altmark) im Altmarkkreis Salzwedel in Sachsen-Anhalt.

## Geographie

### Lage
Vissum, ein Sackgassendorf mit Kirche, liegt elf Kilometer südwestlich von Arendsee (Altmark) und 14 Kilometer südöstlich der Kreisstadt Salzwedel. Im Süden und Westen fließt der Klunkergraben.

Nachbarorte sind Klein Gartz im Westen, Ritzleben im Norden, Kassuhn und Schernikau im Osten, sowie Ortwinkel im Süden.

### Ortschaftsgliederung
Zur Ortschaft Vissum gehören die Ortsteile Vissum, Kassuhn und Schernikau.

## Geschichte

### Mittelalter bis 19. Jahrhundert
Am 14. August 1289 wird das Dorf Vissum als villa Vissim erstmals urkundlich erwähnt, als Arnold von Bodenstede seine Tochter für das Kloster Arendsee mit Hebungen aus Vissum und Rademin ausstattete. Im Landbuch der Mark Brandenburg von 1375 wird das Dorf als Vischim oder Vischun aufgeführt. Die Hälfte des Ortes gehörte dem Probst von St. Spiritus in Salzwedel, die andere Hälfte der Familie Chüden in Salzwedel. Weitere Nennungen sind 1541 Wisenen, 1608 Vißem, 1687 Vissem, 1711 Vhißemb, sowie 1804 Vissem, Dorf mit Schmiede, Windmühle und Krug.
Nördlich des Dorfes an der Kreuzung nach Klein Gartz stand links der Straße im 20. Jahrhundert eine Windmühle.

### Hexenverfolgung im 16. Jahrhundert
Aus Klagefällen beim Schöffenstuhl in Brandenburg zur Zauberei und Hexenwahn im Jahre 1569 ist bekannt, dass eine Alheit Rost aus Vissum erst den Schulzen und dann den Pfarrer Johann Rahne, der Zauberei öffentlich verurteilt hatte, mit einem tödlichen Trank vergiftet habe. Sie war schon 23 Jahren zuvor „der Zauberei berüchtigt“, hatte im Gefängnis unter anderem auf Heine Neilings Frau Metta bekannt, sie habe ihr Gift zugebracht, wusste aber, schon sehr geschwächt, in der Konfrontation mit ihr nichts mehr zu sagen und verstarb in der folgenden Nacht.

### Herkunft des Ortsnamens
Jürgen Udolph führt den Ortsnamen auf das slawische Wort „vys“ für „hoch“ zurück.
Heinrich Sültmann übersetzt 1289 vissim als „Wisosheim“. Die Endung „um“, „im“ ist eine Verkürzung von „heim“, „vis“ und kommt vom Althochdeutschen „wisan“. Daher stammen die Eigennamen Wiso, Wissing, Wisefred, Wisulf.

### Eingemeindungen
Bis 1807 gehörte das Dorf zum Arendseeischen Kreis der Mark Brandenburg in der Altmark. Danach lag es bis 1813 im Kanton Arendsee auf dem Territorium des napoleonischen Königreichs Westphalen. Ab 1816 gehört die Gemeinde zum Kreis Osterburg, dem späteren Landkreis Osterburg in der preußischen Provinz Sachsen.
Am 20. Juli 1950 wurde die bis dahin eigenständige Gemeinde Kassuhn aus dem Landkreis Salzwedel eingegliedert. Am 25. Juli 1952 wurde die Gemeinde Vissum dem Kreis Salzwedel zugeordnet. Die Gemeinde Schernikau kam am 15. März 1974 aus dem Kreis Osterburg hinzu. am 1. Juli 1994 kam die Gemeinde Vissum zum heutigen Altmarkkreis Salzwedel.
Am 1. Januar 2011 wurde die Gemeinde Vissum per Landesgesetz in die Stadt in Arendsee (Altmark) eingemeindet. Gleichzeitig wurde eine Ortschaft Vissum in der Einheitsgemeinde Stadt Arendsee (Altmark) mit den Ortsteilen Vissum, Kassuhn und Schernikau gebildet.

### Einwohnerentwicklung

#### Gemeinde
| Jahr | Einwohner |
| ---- | --------- |
| 1734 | 094       |
| 1774 | 065       |
| 1789 | 093       |
| 1798 | 094       |
| 1801 | 083       |
| 1818 | 072       |
| 1840 | 115       |
| 1864 | 128       |
| 1871 | 124       |
| 1885 | 124       |
| 1892 | [00]123   |

| Jahr | Einwohner |
| ---- | --------- |
| 1895 | 124       |
| 1900 | [00]114   |
| 1905 | 100       |
| 1910 | [00]126   |
| 1925 | 128       |
| 1939 | 105       |
| 1946 | 219       |
| 1964 | 193       |
| 1971 | 179       |
| 1981 | 297       |
| 1985 | [00]265   |

| Jahr | Einwohner |
| ---- | --------- |
| 1990 | [00]243   |
| 1993 | 249       |
| 1995 | [00]247   |
| 1998 | [00]270   |
| 2000 | [00]268   |
| 2002 | [00]270   |
| 2005 | [00]257   |
| 2006 | [00]252   |
| 2008 | [00]251   |
| 2009 | [00]240   |
| 2010 | [00]235   |

Quelle, wenn nicht angegeben, bis 1993

#### Ortsteil
| Jahr | Einwohner |
| ---- | --------- |
| 2011 | 93        |
| 2012 | 97        |
| 2013 | 92        |
| 2014 | 90        |
| 2015 | 85        |

| Jahr | Einwohner |
| ---- | --------- |
| 2016 | 88        |
| 2017 | 85        |
| 2020 | [00]80    |
| 2021 | [00]83    |
| 2022 | [0]81     |
| 2023 | [0]78     |

Quelle, wenn nicht angegeben, ab 2011 bis 2017

## Religion
Die evangelische Kirchengemeinde Vissum gehörte bis 1821 zur Pfarrei Ladekath, danach zu Klein Gartz. Heute gehört die Kirchengemeinde zum Pfarrbereich Salzwedel-St. Georg im Kirchenkreis Salzwedel im Bischofssprengel Magdeburg der Evangelischen Kirche in Mitteldeutschland.
Die ältesten überlieferten Kirchenbücher für Klein Gartz stammen aus dem Jahre 1631.
Die katholischen Christen gehören zur Pfarrei St. Laurentius in Salzwedel im Dekanat Stendal im Bistum Magdeburg.

## Politik

### Ortsbürgermeister
Bernhard Lemal ist seit Juli 2024 Ortsbürgermeister der Ortschaft Vissum.
Sein Vorgänger war bis Juni 2024 Uwe Hundt (CDU). Letzter Bürgermeister der Gemeinde war Olaf Ollendorf.

### Ortschaftsrat
Die Ortschaftsratswahl am 9. Juni 2024 ergab folgende Sitzverteilung:
- 2 Sitze Freie Wählergemeinschaft Schernikau
- je 1 Sitz für
  - Einzelbewerberin Marquardt-Borchers
  - Einzelbewerber Lemal
  - CDU

Gewählt wurden eine Frau und vier Männer. Die Wahlbeteiligung betrug 76,03 Prozent.

## Kultur und Sehenswürdigkeiten
- Die evangelische Dorfkirche Vissum ist ein spätromanischer Feldsteinbau.[30] Die Kirche ist seit 1821 eine Filialkirche der Kirche in Klein Garz, vorher gehörte sie zu Ladekath.[22]

### Vereine
Der im Jahre 2007 gegründete Naturerbeverein Vissum beschäftigt sich mit der Neuanpflanzung und der Pflege von Alleen und Streuobstwiesen, dem Anlegen und Unterhalten von Naturlehrpfaden und damit mit der Vermittlung von Bildung auf dem Gebiet der Umwelt.

## Verkehr
Vissum liegt an der Landesstraße 10, die von Ritzleben nach Fleetmark führt.